# Distrito del Ducado de Lauenburgo
El Distrito del Ducado de Lauenburgo (en alemán: Kreis Herzogtum Lauenburg) es un distrito en el estado federado de Schleswig-Holstein (Alemania). El distrito pertenece a la Región Metropolitana de Hamburgo y tiene como capital a la ciudad de  Ratzeburgo.

## Geografía
El distrito es de los más meridionales del estado federado de Schleswig-Holstein. Limita al noroeste y al norte con el distrito de Stormarn y la ciudad independiente de (kreisfreie Stadt) Lubeca, al este con el distrito de Mecklemburgo Noroccidental y con el Ludwigslust, ambos del estado federado de Mecklemburgo-Pomerania Occidental, en su parte meridional a la otra orilla del Elba limita con el distrito de Luneburgo y el distrito de Harburgo en Baja Sajonia y al oeste con la comarca de Hamburgo.
El distrito a día de hoy es un terreno de grandes bosques que limita con el Sachsenwald, una de las más grandes zonas boscosas del estado de Schleswig-Holsteins, y junto con el parque natural de Lagos de Lauenburgo es uno de los más antiguos del estado. El territorio del actual distrito formó parte en el siglo XIV de un condado.

## Composición del distrito
(Habitantes a 30 de junio de 2005)
| Municipios/Ciudades                                                                                | |
| -------------------------------------------------------------------------------------------------- | --- |
| - 1. Geesthacht, ciudad (29.404) - 2. Lauenburgo/Elbe, ciudad (11.498) - 3. Mölln, ciudad (18.970) | - 4. Ratzeburgo, ciudad (13.708) - 5. Schwarzenbek, ciudad (16.261) - 6. Wentorf bei Hamburg, (11.433) |

Unión de Municipios (Gemeinden/Ciudades)
| - 1. Amt Aumühle-Wohltorf 1. Aumühle * (3.088) 2. Wohltorf (2.264) 3. Sachsenwald (Forstgutsbezirk) - 2. Amt Berkenthin 1. Behlendorf (393) 2. Berkenthin * (2.027) 3. Bliestorf (693) 4. Düchelsdorf (159) 5. Göldenitz (229) 6. Kastorf (1.146) 7. Klempau (601) 8. Krummesse (1.566) 9. Niendorf bei Berkenthin (187) 10. Rondeshagen (864) 11. Sierksrade (381) - 3. Amt Breitenfelde (Sitz: Mölln) 1. Alt Mölln (910) 2. Bälau (215) 3. Borstorf (301) 4. Breitenfelde (1.937) 5. Grambek (452) 6. Hornbek (195) 7. Lehmrade (489) 8. Niendorf/Stecknitz (652) 9. Schretstaken (510) 10. Talkau (522) 11. Tramm (360) 12. Woltersdorf (289) - 4. Amt Büchen 1. Besenthal (84) 2. Bröthen (297) 3. Büchen * (5808) 4. Fitzen (348) 5. Göttin (61) 6. Gudow (1579) 7. Güster (1279) 8. Klein Pampau (631) 9. Langenlehsten (160) 10. Müssen (1119) 11. Roseburgo (523) 12. Schulendorf (466) 13. Siebeneichen (253) 14. Witzeeze (893) | - 5. Amt Hohe Elbgeest 1. Börnsen (3.822) 2. Dassendorf * (3.105) 3. Escheburgo (3.036) 4. Hamwarde (751) 5. Hohenhorn (443) 6. Kröppelshagen-Fahrendorf (1.082) 7. Wiershop (198) 8. Worth (176) - 6. Amt Lauenburgische Seen (Sitz: Ratzeburg) 1. Albsfelde (72) 2. Bäk (875) 3. Brunsmark (156) 4. Buchholz (240) 5. Einhaus (411) 6. Fredeburgo (40) 7. Giesensdorf (153) 8. Groß Disnack (82) 9. Groß Grönau (3.722) 10. Groß Sarau (978) 11. Harmsdorf (312) 12. Hollenbek (418) 13. Horst (202) 14. Kittlitz (254) 15. Klein Zecher (243) 16. Kulpin (218) 17. Mechow (122) 18. Mustin (751) 19. Pogeez (438) 20. Römnitz (55) 21. Salem (625) 22. Schmilau (546) 23. Seedorf (519) 24. Sterley (931) 25. Ziethen (1010) - 7. Amt Lütau (Sitz: Lauenburg/Elbe) 1. Basedow (662) 2. Buchhorst (162) 3. Dalldorf (359) 4. Juliusburg (170) 5. Krüzen (380) 6. Krukow (152) 7. Lanze (293) 8. Lütau (688) 9. Schnakenbek (875) 10. Wangelau (220) | - 8. Amt Nusse 1. Duvensee (539) 2. Koberg (733) 3. Kühsen (378) 4. Lankau (466) 5. Nusse * (1.092) 6. Panten (641) 7. Poggensee (354) 8. Ritzerau (309) 9. Walksfelde (214) - 9. Amt Sandesneben 1. Grinau (304) 2. Groß Boden (215) 3. Groß Schenkenberg (548) 4. Klinkrade (600) 5. Labenz (850) 6. Linau (1.203) 7. Lüchow (290) 8. Sandesneben * (1.822) 9. Schiphorst (636) 10. Schönberg (1.355) 11. Schürensöhlen (160) 12. Siebenbäumen (633) 13. Sirksfelde (318) 14. Steinhorst (594) 15. Stubben (388) 16. Wentorf A.S. (734) - 10. Amt Schwarzenbek-Land (Sitz: Schwarzenbek) 1. Basthorst (420) 2. Brunstorf (679) 3. Dahmker (151) 4. Elmenhorst (844) 5. Fuhlenhagen (356) 6. Grabau (345) 7. Groß Pampau (156) 8. Grove (245) 9. Gülzow (1.243) 10. Hamfelde (483) 11. Havekost (181) 12. Kankelau (215) 13. Kasseburg (583) 14. Köthel (269) 15. Kollow (613) 16. Kuddewörde (1.401) 17. Möhnsen (555) 18. Mühlenrade (180) 19. Sahms (376) |

## Literatura
- Ohnezeit, Maik: „’…über dem Lauenburger Lande weht die rote Fahne!’ Die „Brotwucherwahlen“ von 1903 und die Anfänge der Sozialdemokratie im Kreis Herzogtum Lauenburg, in: Lauenburgische Heimat 173 (08/2006), S. 2-16.
- Opitz, Eckardt (Hrsg.): Herzogtum Lauenburg: das Land und seine Geschichte. Ein Handbuch, Neumünster 2003
- Opitz, Eckardt: Otto von Bismarck und die Integration des Herzogtums Lauenburg in den preußischen Staat, Friedrichsruh 2001 (Friedrichsruher Beiträge, Band 15)